# أليدو
بلدية أليط أو (نقحرة: أليدو) (بالإسبانية: Aledo) هي بلدية تقع في منطقة مرسية جنوب شرق إسبانيا.

## الديموغرافيا
بلغ عدد سكان بلدية أليط 1.044 نسمة عام 2011 (وفقاً للمعهد الوطني الإسباني للإحصاء).
| 991 | 1.005 | 1.029 | 1.058 | 1.046 | 1.066 | 1.044 |